# Dianthidium texanum
Dianthidium texanum är en biart som först beskrevs av Cresson 1878.  Dianthidium texanum ingår i släktet Dianthidium och familjen buksamlarbin. Inga underarter finns listade i Catalogue of Life.